# Lúcio Marçal Gomes
Lúcio Marçal Gomes (* 25. Mai 1966 in Atsabe, Portugiesisch-Timor) ist ein osttimoresischer Politiker und Agrarwissenschaftler. Er hat einen Bachelor und einen Ingenieurstitel, ist verheiratet und katholischen Glaubens.

## Werdegang
Bis 1984 besuchte Gomes die Öffentliche Präsekundärschule I in Dili und bis 1987 die technische Sekundärschule für Landwirtschaft im indonesischen Malang. 1991 erhielt er an der Universität Hasanuddin Ujung Padang in Südsulawesi sein erstes Diplom und 1992 seinen Bachelor. 1998 schloss er sein Studium der Agronomie an der Universität Hasanuddin Ujung Padang ab. Ab 2000 war Gomes Dozent an der Fakultät für Landwirtschaft (Fachbereich Agronomie) der Universidade Nasionál Timór Lorosa'e (UNTL) und von 2000 bis 2004 an der Universidade Júpiter Dekan der Fakultät für Landwirtschaft und Floristik.
Von 1999 bis 2007 war Gomes stellvertretender Vorsitzender der von ihm mitgegründeten Partido Democrata Cristão (PDC). Bei den Parlamentswahlen am 30. August 2001 gelang ihm der Einzug in die verfassunggebende Versammlung nicht, konnte aber nach der Unabhängigkeit Osttimors für Arlindo Marçal als Abgeordneter in das Nationalparlament Osttimors nachrücken. Ihm gehörte Gomes bis zur nächsten Wahl 2007 an.
Von 2000 bis 2007 war Gomes Planungs- und Entwicklungsdirektor der Cooperativa Café Timor (CCT), von 2007 bis 2010 Direktor für interne und Außenbeziehungen. Seit 2003 ist er Direktor der neu gegründeten Academia de Café de Timor-Leste (ACTL) in Gleno, das am 7. November 2012 in das East Timor Coffee Institute (Instituto de Café de Timor-Leste, ETCI) umgewandelt wurde. Zudem ist Gomes seit 2010 Präsident der Fundação Mota Bandeira Atsabe (deutsch Stiftung Bandeira-Fluss Atsabe) und gründete im selben Jahr die Technische Berufsschule für Landwirtschaft in Atsabe.

## Veröffentlichungen
- Efeito de Diferentes Técnicas de Secagem na Qualidade do Café Arábica (Coffea arábica L.) em Timor Leste, Universidade de Évora